# Mjölkudden
Mjölkudden est un quartier de Luleå, en Suède.

## Description
Mjölkudden est l'une des plus grandes zones résidentielles de Luleå.
Mjölkudden a fusionnée avec Luleå en 1965. 
L'habitat de Mjölkudden se compose d'immeubles résidentiels ainsi que de villas. 
La partie la plus méridionale de Mjölkudden s'appelle Munkeberg.

## Services
En 1969 a été inaugurée l’église de Mjölkudden couverte d'un dôme en aluminium.
Mjölkudden compte un centre médical, une pharmacie, un centre dentaire, un kiosque, un magasin de Coop Sverige et une station-service. 
Pour la pratique sportive, Mjölkudden abrite aussi un terrain de sport, une salle de sport, un terrain de football, un terrain hockey sur glace, un court de tennis, un parc de loisirs, une piscine extérieure et un port de plaisance.
Mjölkudden, a une ecole primaire, une école maternelle et une maison de retraite,.

## Transports
Les lignes de bus 8, 9, 10 et 12 desservent le quartier en menant  respectivement vers Karlsvik et Kyrkbyn (sv) via Tuna, Notviken, Storheden, Sunderby Sjukhus et Gammelstad.

## Galerie

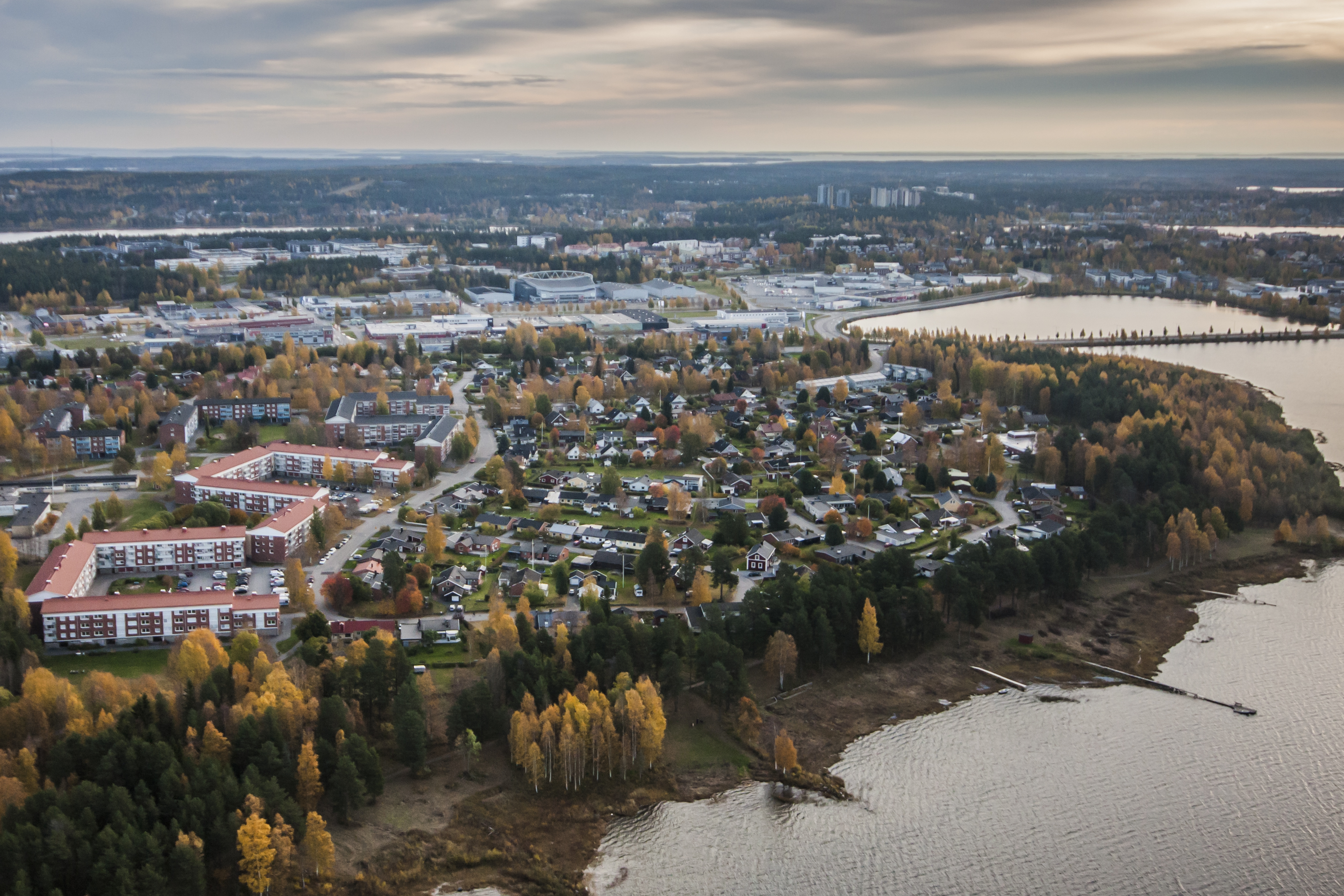
Munkeberg à Mjölkudden.
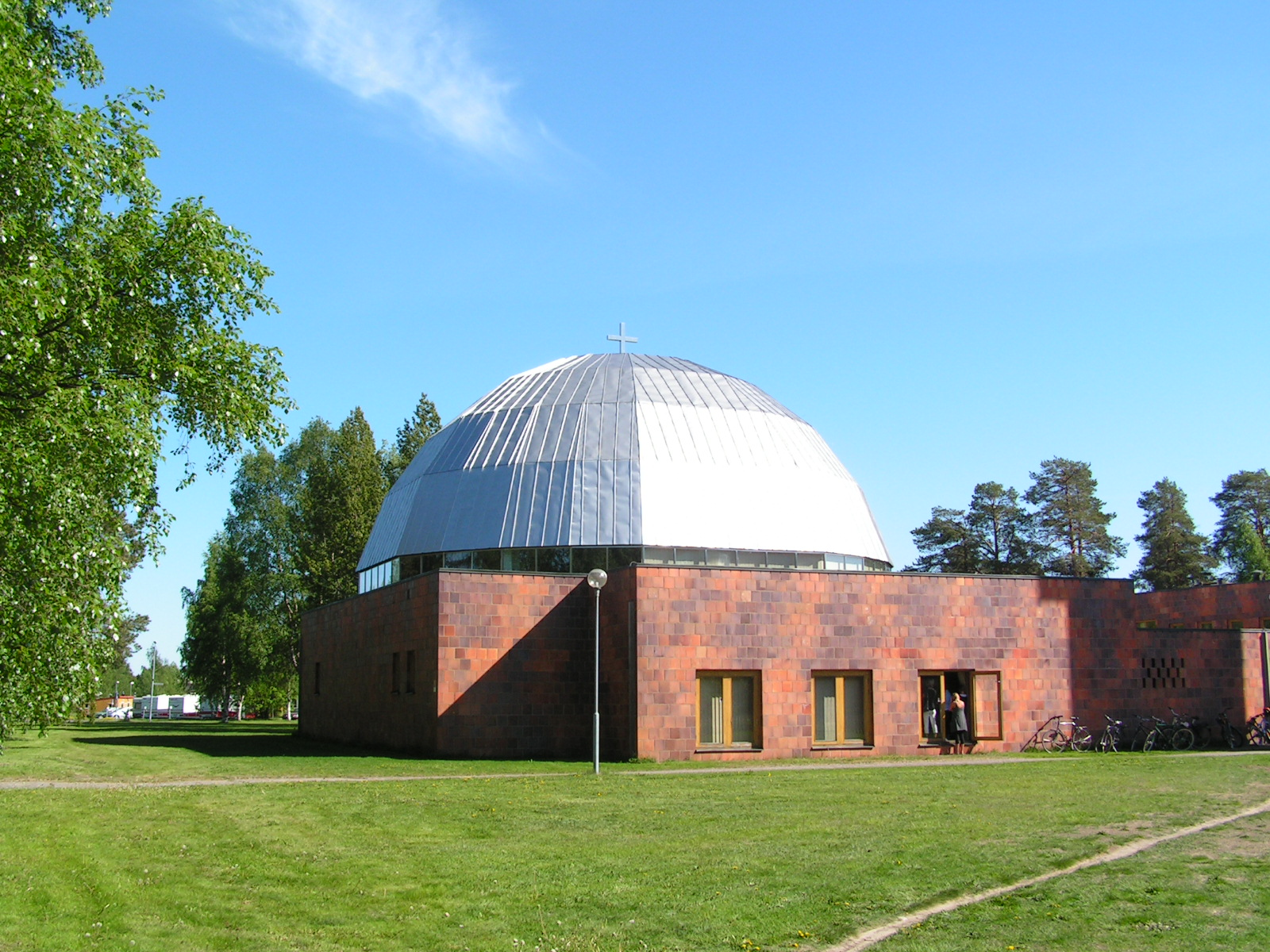
Église de Mjölkudden.